# George Barger
George Barger, född 4 april 1878, död 5 januari 1939, var en brittisk kemist.
Barger vari filosofie doktor och demonstrator i botanik i Bryssel 1901-03, professor i kemi vid Londons universitet 1913-14, kemist i Medical research committee 1913-19, professor i medicinsk kemi i Edinburgh från 1919. Barger utgav bland annat The simpler natural bases (1914) och har utfört ett flertal viktiga kemiska undersökningar, bland vilka kan nämnas den gemensamt med Harington utförda syntesen av sköldkörtelns hormon, tyroxinet, och senda fastställt dettas kemiska formel.